# Bunchosia
Bunchosia là một chi thực vật có hoa trong họ Malpighiaceae.

## Hình ảnh

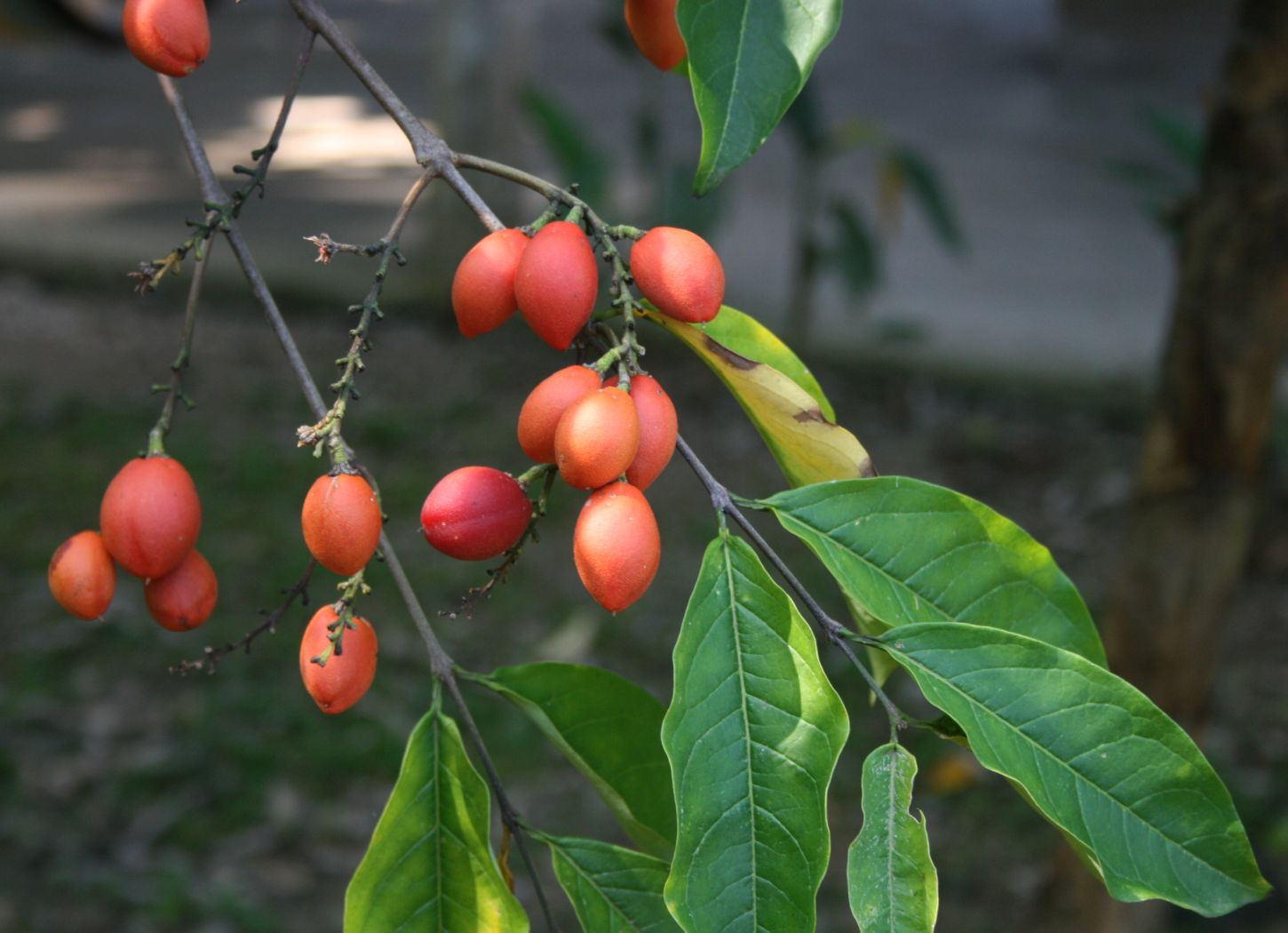
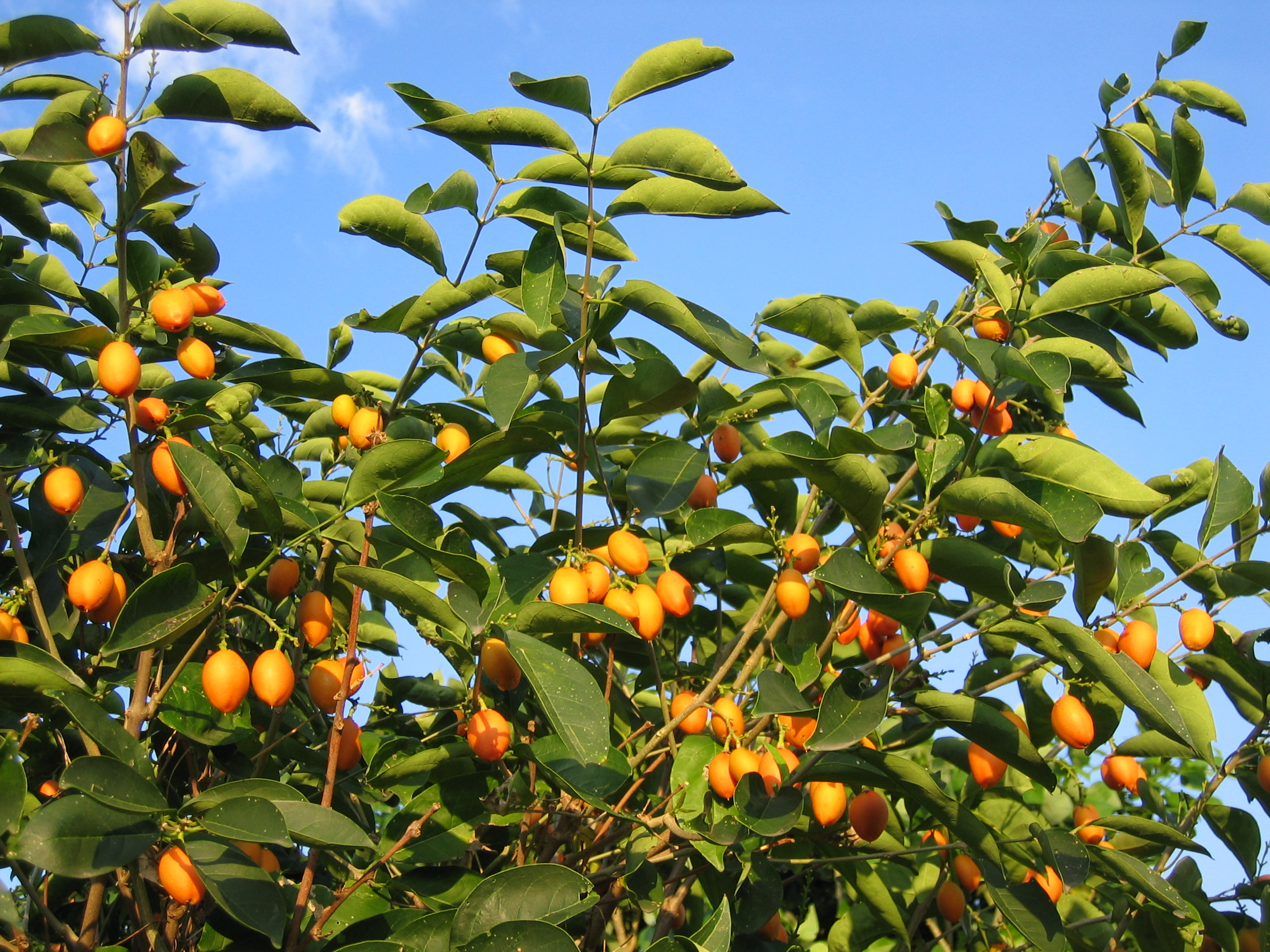
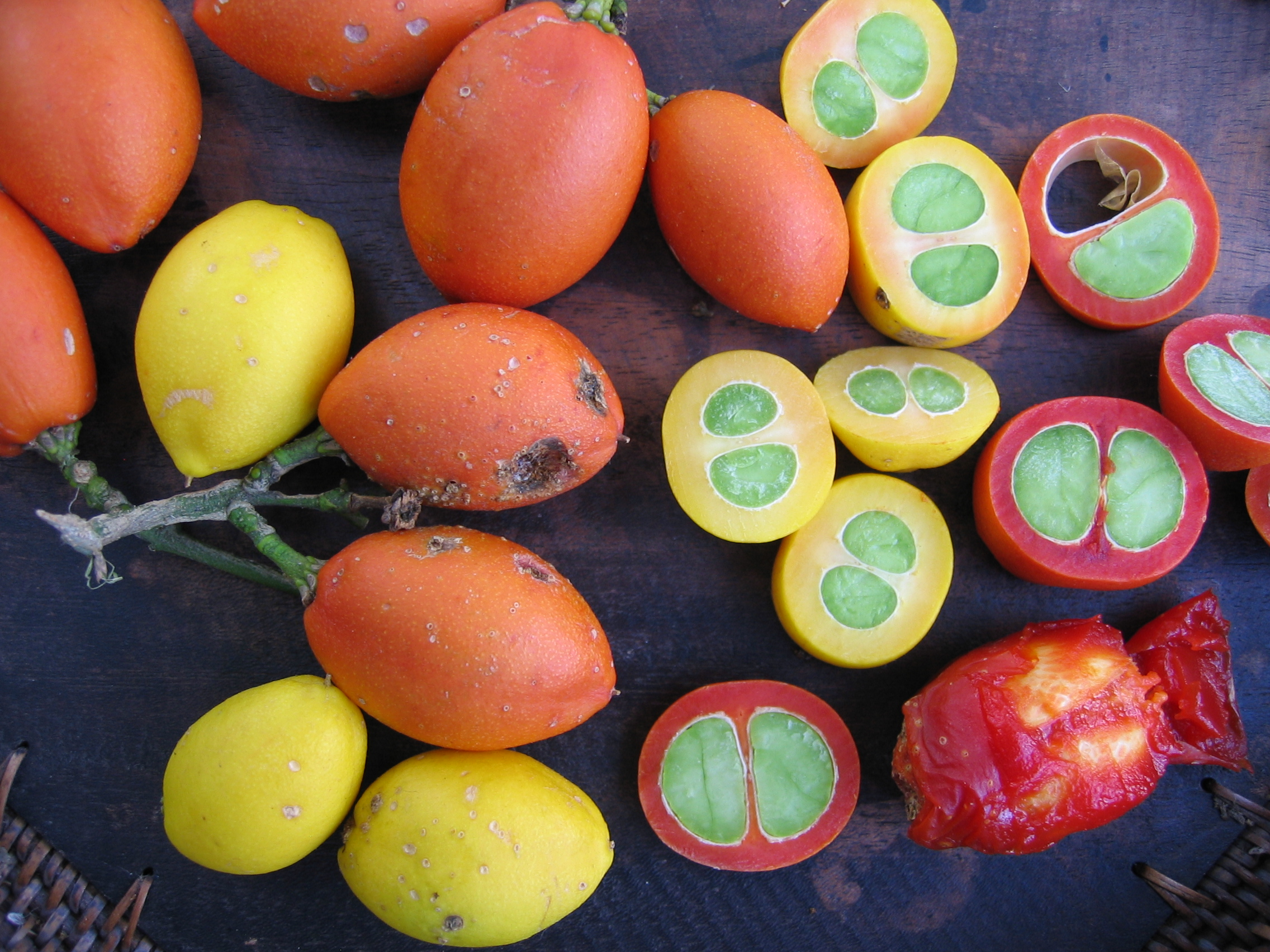

## Loài
Chi Bunchosia gồm các loài: